# Protaetia carinicollis
Protaetia carinicollis är en skalbaggsart som beskrevs av Moser 1907. Protaetia carinicollis ingår i släktet Protaetia och familjen Cetoniidae. Inga underarter finns listade i Catalogue of Life.